# Olapa notia
Olapa notia är en fjärilsart som beskrevs av Collenette 1959. Olapa notia ingår i släktet Olapa och familjen tofsspinnare. Inga underarter finns listade i Catalogue of Life.